# Greta Andersen
Greta Andersen (n. 1 mai 1927, Copenhaga, Danemarca – d. 6 februarie 2023, Solvang⁠(d), California, SUA) a fost o înotătoare daneză, medaliată olimpică. A participat la o ediție a Jocurilor Olimpice (1948) în care a câștigat o medalie de aur și o medalie de argint.